# 歐拉 (愛達荷州)
歐拉（英語：Ola）是位於美國愛達荷州傑姆縣的一個非建制地區。該地的面積和人口皆未知。

## 地理
歐拉的座標為44°10′42″N 116°17′33″W / 44.17833°N 116.29250°W，而該地的平均海拔高度為917米（即3008英尺）。